# Familienwahlrecht

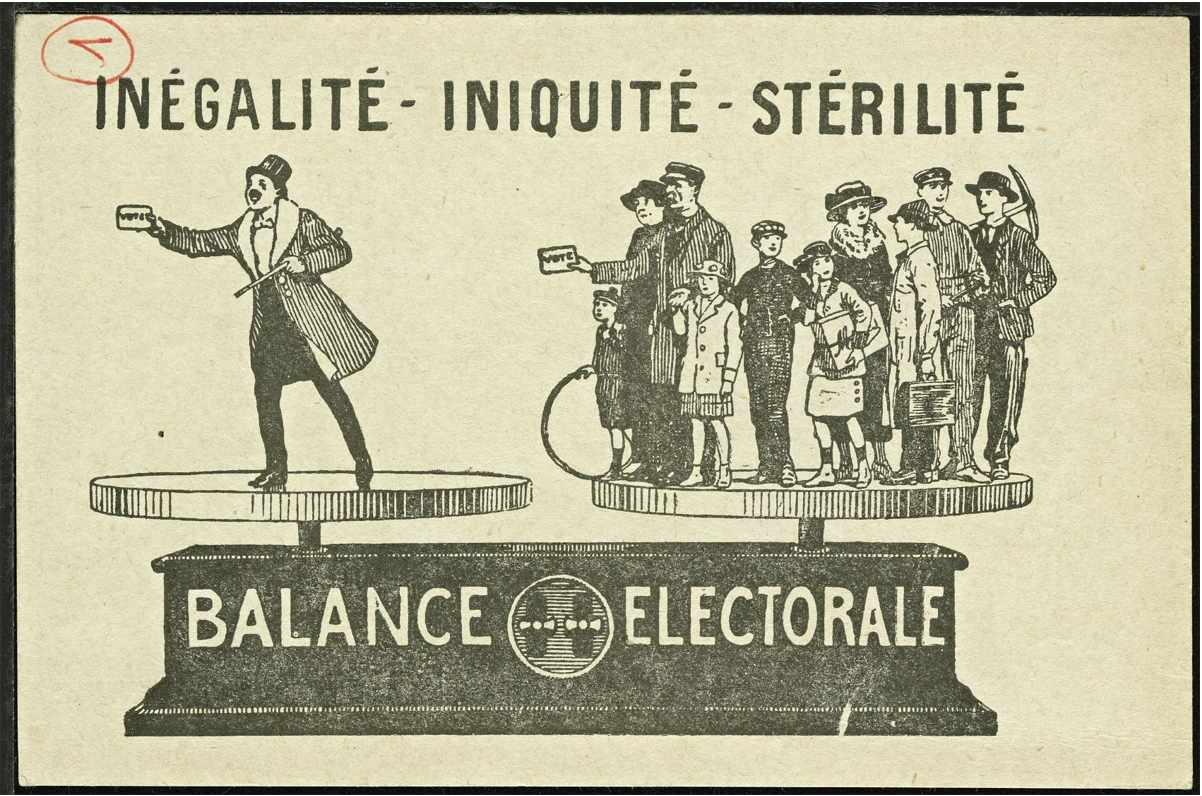
Postkarte (1900)

Das Familienwahlrecht bezeichnet eine Form der Beteiligung an Wahlen, bei der die Eltern eine Stimme für ihre noch nicht wahlberechtigten Kinder abgeben. Dies wird in demokratischen Gesellschaften diskutiert, um den Interessen der nicht wahlberechtigten Kinder ein Gewicht bei Wahlen zu geben.

## Familienwahlrecht in Deutschland
In Deutschland hat der Begriff des Familienwahlrechts eine nur auf Minderjährige bezogene Bedeutung. Alternativbezeichnungen sind Elternwahlrecht, Wahlrecht von Geburt an, (stellvertretendes) Kinderwahlrecht und Stellvertreterwahlrecht der Eltern für ihre Kinder. Vornehmlich verbunden mit dem Wunsch, die politische Partizipation der Familien zu stärken, wird von Familienverbänden, Juristen und Politikern immer wieder die Einführung eines Familienwahlrechts vorgeschlagen. Danach sollen bei den Parlamentswahlen auch minderjährige Staatsbürger wahlberechtigt sein. Beim Elternwahlrecht soll das Wahlrecht von den Eltern bis zur Volljährigkeit ihrer Kinder stellvertretend ausgeübt werden.
Beim Wahlrecht von Geburt an sollen Eltern hingegen nur so lange treuhänderisch das Wahlrecht für ihre Kinder ausüben, bis sich diese selbst in das Wählerverzeichnis eintragen lassen. Damit würde automatisch das treuhänderische Wahlrecht der Eltern enden. Diese Form des Familienwahlrechts befürworten der  Deutsche Familienverband und die ehemalige Bundesfamilienministerin Renate Schmidt.
Dementsprechend beantragten 2003 Abgeordnete mehrerer Fraktionen im Deutschen Bundestag „Mehr Demokratie wagen durch ein Wahlrecht von Geburt an“ (Bundestagsdrucksache 15/1544). Sie forderten formal das Wahlrecht für Kinder, welches bis zu ihrer Volljährigkeit jedoch von den Eltern ausgeübt werden sollte. Zu den Antragstellern zählten u. a. der seinerzeitige Bundestagspräsident Wolfgang Thierse (SPD), sowie seine beiden Stellvertreter Hermann Otto Solms (FDP) und Antje Vollmer (DIE GRÜNEN). Der Antrag wurde schließlich abgelehnt. 2008 brachten erneut 46 Abgeordnete aller Fraktionen des Bundestages einen Antrag ein, der die Bundesregierung aufforderte, einen Gesetzentwurf zur Einführung eines Wahlrechts von Geburt an vorzulegen. Auch dieser Antrag blieb folgenlos.
Im März 2017 initiierte der Deutsche Familienverband die Kampagne "Wahlrecht ab Geburt – Nur wer wählt, zählt", mit der der Bundestagswahlkampf 2017 begleitet werden sollte. Der Verband wollte darauf aufmerksam machen, dass 13 Millionen Bundesbürger von den Wahlen zum Bundestag ausgeschlossen werden.
Zu den Parteien, die das Familienwahlrecht fest im Programm haben, gehört z. B. die Familien-Partei Deutschlands.

## Kritik
Gegen ein Familienwahlrecht wird juristisch argumentiert. Es widerspräche den in Art. 38 Abs. 1 des Grundgesetzes (GG) und den Landesverfassungen verankerten Grundsätzen der Gleichheit und Unmittelbarkeit von Wahlen. Eine Änderung dieses Artikels wäre jedoch nach umstrittener Meinung gemäß Art. 79 Abs. 3 GG (Ewigkeitsgarantie der Artikel 1 und 20 des Grundgesetzes) verfassungswidrig.
Die früheren Richter des Bundesverfassungsgerichts Roman Herzog (CDU), Paul Kirchhof, die ehemalige Bundesfamilienministerin Renate Schmidt und der Deutsche Familienverband bewerten die Einführung eines Familienwahlrechts als juristisch sehr wohl möglich. Sie argumentieren, dass die Allgemeinheit der Wahl nach Art. 20 Abs. 2 GG und Art. 38 Abs. 1 GG erst durch das Familienwahlrecht verwirklicht wird und verfassungsrechtlich umsetzbar ist. Dazu muss mit der erforderlichen Zweidrittelmehrheit Art. 38 Abs. 2 GG entsprechend geändert werden.
Ein weiteres Argument, das gegen das Familienwahlrecht vorgebracht wird, bezieht sich auf die Selbstbestimmung von Menschen unterhalb des Mindestwahlalters. Es geht davon aus, dass die politischen Einstellungen bzw. Parteipräferenzen der Unterachtzehnjährigen von denen ihrer Eltern abweichen können. Bei einem offenen Dissens könnte den Eltern das Familienwahlrecht in der Praxis jedoch nicht sofort wieder entzogen werden. Gegner des Familienwahlrechts fordern daher ein Wahlrecht mit flexibler Altersgrenze.